# Ralph D. Crosby Jr.
Pour les articles homonymes, voir Crosby.
Ralph Crosby Jr. (né le 23 septembre 1947) a été président-directeur général d’EADS North America.

## Études
Ralph Crosby est titulaire d’un Baccalaureus en sciences naturelles de l’académie militaire américaine. En 1976, il obtint un magistère en relations internationales au Graduate Institute of International Studies de Genève. En 1977, il sort diplômé d'un magistère en droit administratif public de l’université de Harvard décerné.

## Carrière Militaire
Avant d’entamer une carrière civile, Crosby a servi comme officier de la US Army en Allemagne, au Vietnam et dans sa patrie. À la fin de sa carrière militaire, il occupait le poste de Military Staff Assistant auprès du vice-président des États-Unis.

## Début de Carrière civile chez Northrop Grumman
Il entre chez Northrop Grumman en 1981 comme Special Assistant du Senior Vice President du département Marketing et Technologie. En 1983 il est nommé directeur du bureau du groupe à Washington et il en deviendra  le vice-président et directeur général en 1985. En 1991, il accède au poste de Vice President des branches Business et Advanced Systems Development du département B-2. Il sera nommé Corporate Vice President et General Manager en 1994.
Lorsqu’en novembre 1995 l’entreprise annonce la fusion des anciens départements Avions militaires et B-2, il est nommé Deputy General Manager de la branche Military Aircraft Systems. En avril 1996, il devient Deputy General Manager de la branche Avions civils et il sera appelé au poste de General Manager B-2 en septembre de la même année.Enfin, il terminera sa carrière dans cette société en étant nommé en 1998 président de la branche Integrated Systems de Northrop Grumman Corporation.

## Chez EADS
Ralph Crosby Jr.  a été nommé membre du comité exécutif d’EADS et président-directeur général d’EADS North America le 1er septembre 2002. À ce titre, il est chargé de renforcer la présence d’EADS aux États-Unis, de conclure des alliances stratégiques avec des sociétés nord-américaines et d’améliorer la part d’EADS sur les marchés des USA.

## Autres activités
Ralph Crosby Jr. est aussi membre du conseil d'administration du German Institute for Contemporary German Studies (AICGS).

## Sources
¹http://www.eads.net
²http://www.aicgs.org/about/board/crosby.aspx